# Lozničko Polje
Lozničko Polje (cyr. Лозничко Поље) – wieś w Serbii, w okręgu maczwańskim, w mieście Loznica. W 2011 roku liczyła 7556 mieszkańców.